# Herr von Morken

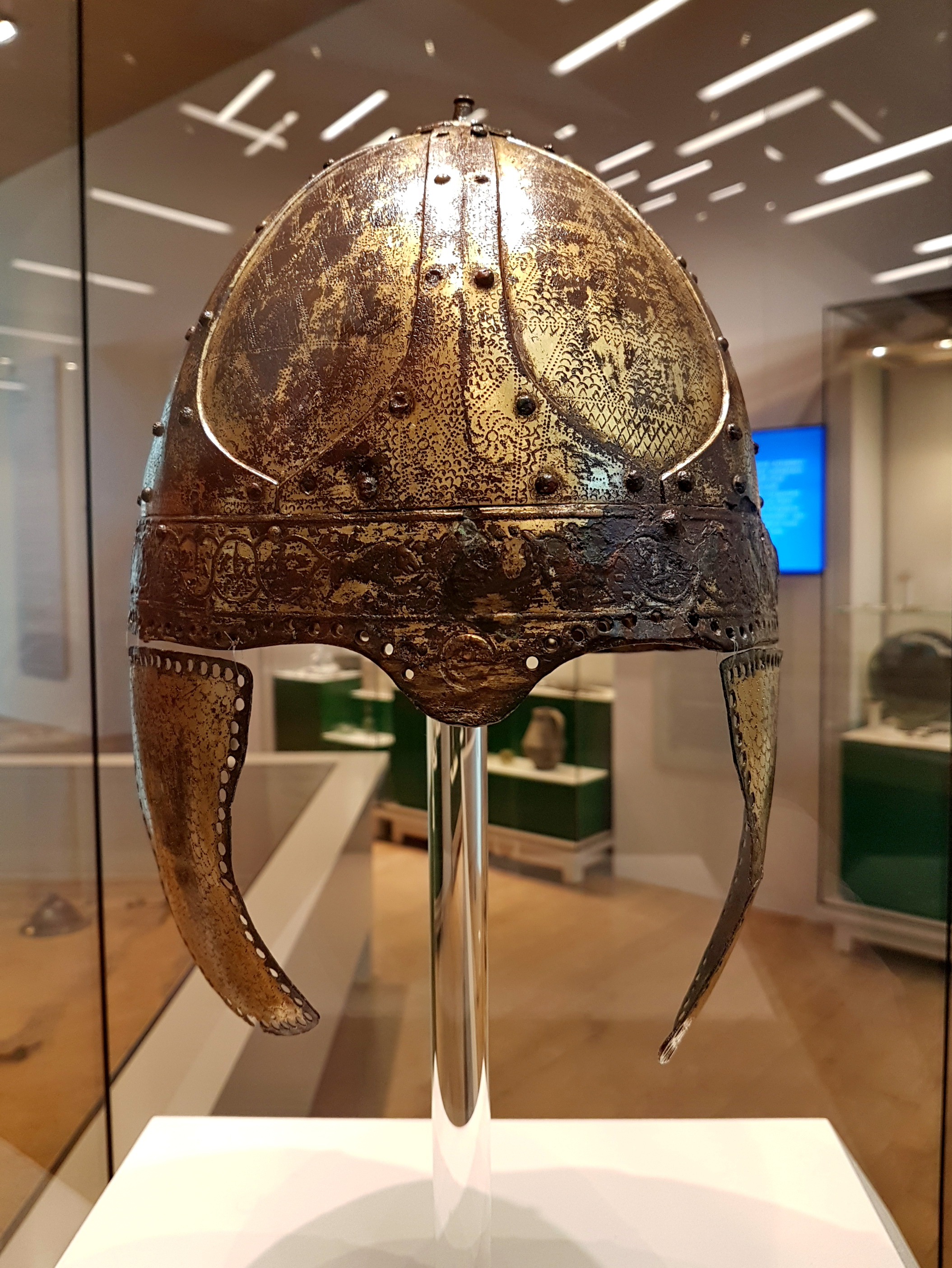
Spangenhelm des Herrn von Morken

Als Herr von Morken wird die Grablege eines Kriegers der fränkischen Oberschicht aus dem 6. Jahrhundert bezeichnet, die 1955 bei Morken in Nordrhein-Westfalen gefunden wurde.

## Lage
Das Grab lag innerhalb eines fränkischen Gräberfeldes mit mindestens 23 weiteren Bestattungen aus der Zeit der Merowinger. Der Bestattungsort auf dem Kirchberg als Geländesporn oberhalb der Erft ermöglicht einen weiten Ausblick. An der Stelle befand sich eine römische Villa rustica, in deren Ruinen im 10. Jahrhundert die Pfarrkirche St. Martin errichtet wurde. Das Gräberfeld befand sich abseits des Bestattungsplatzes der merowingerzeitlichen Ortsbevölkerung von Morken. Dieses wurde 1983 beim Abbau von Braunkohle rund 450 Meter südwestlich vom Kirchberg entdeckt. Auf dem Gräberfeld gab es 480 Gräber, die ausgegraben und dokumentiert wurden.
Durch die beiden Gräberfelder wurden erstmals im nördlichen Rheinland beobachtet, dass es für den Adel und die Dorfbevölkerung unterschiedliche Bestattungsplätze gab.

## Beschreibung
Das noch unberührte Grab wurde 1955 bei Ausgrabungen des Rheinischen Landesmuseums Bonn bei Morken entdeckt, das dem Braunkohletagebau im Rheinischen Braunkohlerevier weichen musste.
Der Verstorbene war in einem Sarg innerhalb eines Holzkammergrabes aus Eichenholz bestattet worden. Die Bestattung war mit reichen Grabbeigaben ausgestattet, darunter persönliche Kleidungsgegenstände und Waffen aus hochwertigem Material, wie Silber, Gold und Edelsteinen. Ebenso gehörten dazu Dinge des täglichen Lebens, wie Gläser, Eimer sowie Speise- und Trankbeigaben. Das wertvollste Stück war ein Spangenhelm, der aus Eisen und vergoldetem Bronzeblech gefertigt ist. Er hat eine Höhe von 18 cm und sein größter Durchmesser erreicht 22,5 cm.
Die Waffen sowie die Ikonographie der Verzierungselemente eines Gürtels deuten auf weitreichende Verbindungen des Trägers zu einer herausgehobenen Schicht in Europa. In seiner Qualität und seinem Reichtum wird die Grabausstattung im nördlichen Rheinland als bedeutend angesehen. Anhand der Beigaben ließ sich die Grablegung in die Zeit um 600 n. Chr. datieren.
Die Grabfunde wurden umfangreichen Untersuchungen unterzogen. Das Alter des Kriegers wird auf 45 Jahre plus/minus 15 Jahre geschätzt. Er hatte eine schwere Kopfverletzung, die vermutlich von einem Schwerthieb stammte. Knochenuntersuchungen ergaben, dass die Wunde gut verheilt war und nicht die Todesursache war. Die Untersuchungen von Zellproben ergaben, dass der Verstorbene regelmäßig Fleisch verzehrte und sich damit deutlich von der Dorfbevölkerung unterschied, die sich eher pflanzlich ernährte. Anhand des Schädels erfolgte 2014 eine Gesichtsrekonstruktion.

## Präsentation
Die Grabfunde gehören zur Dauerausstellung des Rheinischen Landesmuseums in Bonn. Vom 21. September 2018 bis 6. Januar 2019 wurden sie im Martin-Gropius-Bau in Berlin in der Ausstellung Bewegte Zeiten. Archäologie in Deutschland gezeigt, die aus Anlass des Europäischen Kulturerbejahres 2018 stattfand.